# Ruanda-Urundi
Ruanda-Urundi a fost parte a Africii Orientale Germane sub ocupație militară belgiană între 1916 și 1924. A fost un Mandat al Ligii Națiunilor de clasa B al Belgiei din 1924 până în 1945. 
Între 1945 și 1962 a fost ”teritoriu de încredere” sub egida ONU, iar din 1 iulie 1962 s-au format cele două state independente Rwanda și Burundi.

## Administratori regali

### Comisionari regali
- Justin Malfeyt (noiembrie 1916 – mai 1919)
- Alfred Frédéric Gérard Marzorati (mai 1919 – august 1926)

### Governatori
- Alfred Frédéric Gérard Marzorati (august 1926 – februarie 1929)
- Louis Joseph Postiaux (februarie 1929 – iulie 1930)
- Charles Henri Joseph Voisin (iulie 1930 – august 1932)
- Eugène Jacques Pierre Louis Jungers (august 1932 – iulie 1946)
- Maurice Simon (iulie 1946 – august 1949)
- Léon Antoine Marie Pétillon (august 1949 – ianuarie 1952)
- Alfred Claeys Boùùaert (ianuarie 1952 – martie 1955)
- Jean-Paul Harroy (martie 1955 – ianuarie 1962)